# Estación Retiro (telenovela)
Estación Retiro fue una telenovela argentina emitida en blanco y negro con guion de Marcia Cerretani y Elsa Martínez protagonizada por  Luis Dávila, Beatriz Día Quiroga y Susana Campos. emitida entre 1971 y 1972 por Canal 9 de lunes a viernes en el horario de 17:30 horas.

## Sinopsis
La estructura consistía en una historia central que se prolongaba a través de los episodios, habitualmente mechada con historias diarias vinculadas a la Estación Retiro de ferrocarril, que tenía como punto de partida la llegada a ella de Laura, una joven del interior del país y su relación con Luis, un hombre de dinero que había vuelto al país luego de una exitosa carrera en el cine europeo.

## Comentario
Los libretos se terminaban de escribir el día anterior a la grabación para poder injertar noticias de actualidad. Era usual que los extras circularan una y otra vez por la escena para reflejar el movimiento de la estación de ferrocarril real. Susana Campos, que actuaba en el teatro en Mar del Plata durante la temporada de verano, viajaba en avión diariamente desde esa ciudad para grabar su participación. 

## Elenco
- Luis Dávila ... Gustavo
- Beatriz Día Quiroga ... Laura
- Susana Campos ... Mariángeles
- Julia Sandoval ... Carla
- Irma Roy ... Marga
- Olga Zubarry ... Andrea
- Oscar Ferrigno
- Atilio Marinelli
- Zulema Speranza ... Ramona
- Ernesto Larrese
- Gloria Lopresti
- María Valenzuela ... Cristina
- Víctor Laplace ... Andrés
- Antonio Grimau ... Pablo
- Daniel Lago ... Davo
- Sabina Olmos ... Cuidadora
- Pablo Danielo
- Gloria Ugarte
- Horacio Arijó

### FICHA TÉCNICA
- Asistente de dirección: DARIO GIUBERGIA
- Producción y dirección: MARTHA REGUERA
- luego, producción: MARTHA REGUERA. Dirección: Carlos Berterreix
- luego, producción y dirección: Carlos Berterreix